# Michael Pachter
Michael Pachter, nacido el 27 de enero de 1956, es un analista de videojuegos estadounidense, así como de social media, digital media y electrónica de la empresa Wedbush Securities. Es también la cabeza de Research for the Private Shares Group, una división de Wedbush el cual se enfoca a compañías qué no son tan públicas como Facebook (pre-IPO) o Twitter. Pachter tiene un MBA y dos grados en derecho. Pachter trabajó 16 años en la empresa Arco donde se desempeñó como director de planificación estratégica hasta la mitad del año 1998.

## Análisis y opiniones
Pachter es conocido en el mundo del Internet por sus análisis y opiniones erróneas en el mundo de los videojuegos. A veces emite comentarios concretos acerca de las proyecciones de las ventas de algunos títulos. Tiene algunas citas notables como para Madden NFL 07:

...podría vender 1 millón de unidades en 5 días.

Aparte de pronosticar títulos en concreto, Pachter también analiza compañías específicas de videojuegos. En el año 2007, analizó la situación de Electronic Arts diciendo:

...han realizado toneladas de progreso.

En 2004 dijo que Activision tendría unas ventas bastante bajas, sugiriendo que a sus inversores:

[...] son optimistas, pero a nosotros no nos gusta el conservadurismo.

Una vez analizó el futuro de las importantes compañías de videojuego japonesas como Sony o Nintendo, sugiriendo que ambas tienen una buena salud financiera, pero que Capcom podría afrontar un bajón de sus franquicias conocidas.
Pachter es conocido también por analizar otros aspectos de la industria de los videojuegos, como los comercios minoristas. Habló positivamente de la fusión de GameStop con EB Games en 2005, argumentando:

...las ventas iniciales probablemente serán más altas que las de antes.

Con respecto a la industria de los videojuegos a nivel global, emite las declaraciones:

...las ventas de Software fueron espectaculares.

Pachter cree que todos los videojuegos serán de tipo streamed de la nube por el año 2050. Cree que el cambio beneficiará todo el mundo, pero los minoristas y los usuarios con pocos seguirán con las prácticas de intercambio de juegos usados.
Reflexionando sobre las diferencias transculturales, Pachter elogió a los desarrolladores de juegos japoneses, pero señaló su incapacidad para triunfar en Occidente, diciendo:

La comunidad japonesa de desarrollo es sumamente talentosa..., pero no están inmersos en la cultura occidental, no piensan como los occidentales, por lo que no estamos viendo el mismo tipo de juegos producidos por ellos.

A veces, Pachter critica a los sentimentalistas en los videojuegos. Por ejemplo, con respecto a la controversia sobre el final de Mass Effect 3, dijo que:

...ese incidente fue un gran ejemplo de lo que son los gamberros gruñones en general.

Diciendo que «Electronic Arts lo manejó bien». Argumentó que los jugadores deberían ser menos exigentes, o de lo contrario «los gamberros sólo harán que sus queridos juegos tomen aún más tiempo entre episodios.»
En otras ocasiones, ha criticado las prácticas corporativas y ha defendido las preocupaciones de los videojuegos. Por ejemplo, dijo que incluir contenido en un disco de videojuegos que no está disponible a menos que sea comprado es «simplemente avaricia». Él dice que los videojugadores deberían oponerse a los DLC así obligar a las empresas desarrolladoras a cambiar de estrategia.
Pachter mantiene su propio show en línea llamado Pach-Attack! Pachter generó controversia el año 2012 con sus comentarios acerca del CIO de Facebook Mark Zuckerberg. Él dijo:

...que un CEO use una sudadera (también conocido como «polerón» en Sudamérica) en una reunión dice mucho de lo inmaduro que es Zuckerberg.

Sugirió además que Zuckerberg debería ser un CPO en vez de un CIO. Si bien su punto de vista coincidió con gente relacionada con Wall Street, la gente relacionada con la industria de la tecnología respondieron con enojo. El bloguero de tecnología Kara Swisher llamó a Pachter un «estúpido». Pachter explicó sus declaraciones diciendo: «Creo que hay instituciones que merecen ser respetadas»." En última instancia, defendió su posición, argumentando que «muchos inversionistas se sienten de la misma manera que yo».
Pachter también comentó la industria del entretenimiento en general. En el año 2005, dijo que las ventas de Netflix irían en picada en cambio las de Blockbuster subirían, diciendo además que Blockbuster seguiría con el negocio de arriendo de películas, donde en la actualidad ha sido lo contrario.
El 15 de octubre de 2016, Pachter se refirió al presidente de Nintendo Satoru Iwata como «el atrasado y no tan grandioso» en el capítulo 41 de su serie Pachter Factor en YouTube, el cual es muy criticado en la comunidad gamer. Pachter más tarde se disculpó en Twitter diciendo «he hablado mal de los muertos».
El 22 de septiembre de 2016 luego que se anunciara la PlayStation 4 Pro Michael Pachter dijo:

Creo que los PC gamers son como los racistas: sólo les interesa su tipo, y no quieren explorar y mezclarse con otras razas.